# Цех поэтов
Цех поэ́тов — название нескольких поэтических объединений, существовавших в начале XX века в Санкт-Петербурге, Москве, Тбилиси, Баку, Берлине, Париже.

## «Цех поэтов» в Санкт-Петербурге
Фактически, в Санкт-Петербурге (Петрограде) существовало 3 объединения с таким названием.
Первый «Цех поэтов» был основан Гумилёвым и Городецким в 1911 году и просуществовал до 1914 года. Первое заседание объединения состоялось 20 октября 1911 года в квартире Городецкого. Присутствовали только приглашённые, что придавало объединению ореол таинственности.
Кроме основателей, в «Цехе» состояли: Ахматова (была секретарём), Мандельштам, Зенкевич, Нарбут, Кузьмина-Караваева, Лозинский, Василий Гиппиус, Мария Моравская, Вера Гедройц, а также на первых порах Кузмин, Пяст, Алексей Толстой.
Название объединения, по образцу ремесленных объединений в средневековой Европе, подчёркивало отношение участников к поэзии как к профессии, ремеслу, требующему упорного труда. Во главе цеха стоял «синдик» («главный мастер»). По замыслу организаторов, цех их должен был служить для познания и совершенствования поэтического ремесла. Подмастерья должны были учиться быть поэтами. Гумилёв и Городецкий считали, что стихотворение (то есть «вещь») создаётся по определённым законам («технологиям»). Этим приёмам можно научиться. Официально синдиков было 3: Гумилёв, Городецкий, Дм. Кузьмин-Караваев (юрист, любил поэзию и помогал этим людям издавать стихи).
Поначалу участники «Цеха» не отождествляли себя ни с одним из течений в литературе и не стремились к общей эстетической платформе, но в 1912 году объявили себя акмеистами.
Создание «Цеха», сама его идея были встречены некоторыми поэтами весьма скептически. Так, Игорь Северянин в поэме «Рояль Леандра» писал о его участниках (употребив при этом удачный неологизм, вошедший в русский язык, правда, с другим ударением):

Уж возникает «Цех поэтов» 
(Куда безда́ри, как не в «цех»)!
В одном из первых печатных откликов на возникновение объединения иронически заявлялось: «Часть наших молодых поэтов скинула с себя неожиданно греческие тоги и взглянула в сторону ремесленной управы, образовав свой цех — „Цех поэтов“».
Объединение выпускало поэтические сборники участников; стихи и статьи членов «Цеха» публиковались в журналах «Гиперборей» и «Аполлон». Объединение распалось в апреле 1914 года.
Второй «Цех поэтов» действовал в 1916 и 1917 годах под руководством Иванова и Адамовича и уже не был сконцентрирован на акмеизме.
Третий «Цех поэтов» начал действовать в 1920 году под руководством сначала Гумилёва, а затем Адамовича и просуществовал 2 года. За время своего существования объединение выпустило 3 альманаха; первый под заглавием «Дракон» (по опубликованной в нём первой песни одноимённой поэмы Н. С. Гумилева; не завершена).

## «Цех поэтов» в Москве
Объединение существовало в 1924—1925 годах. Встречи происходили на квартире Антоновской.
В 1925 году «Цех» выпустил сборник «Стык».

## «Цех поэтов» в Тифлисе
Объединение было основано 11 апреля 1918 года Сергеем Городецким и просуществовало около четырёх лет. Сначала участниками были поэты разных направлений, но затем объединение объявило себя акмеистическим и часть участников его покинула.
По воспоминаниям Рипсиме Погосян, участницы объединения, в «Цехе» состояло около тридцати поэтов.
В 1919 году объединение выпустило альманах «АКМЭ».

## «Цех поэтов» в Баку
Объединение существовало менее года в 1920 и было основано переехавшим в Баку из Тифлиса Городецким.

## «Цех поэтов» в Европе
После эмиграции части участников третьего «Цеха поэтов», объединения с таким же названием были созданы ими в Берлине и Париже.
Берлинский «Цех поэтов» в 1923 году переиздал 3 петроградских альманаха и опубликовал четвёртый, оригинальный выпуск.

## Издания

### Тифлис
- Акмэ. [Сборник стихов]. Цех поэтов. — Тифлис, [Типография «Слово»], 1919. — 64 с.

### Петроград
- Дракон. Альманах стихов [Цеха поэтов]. 1-й выпуск. — Пг.: Издание Цеха поэтов; 15-я гос. тип., 1921. — 80 с.
- Альманах [стихов] Цеха поэтов. Книга вторая. — Пг.: 15-я гос. тип., 1921. — 88 с.
- Цех поэтов. [Сборник стихов]. Книга третья. — Пг.: 25-я гос. тип., 1922. — 80 с.

### Берлин
- Цех поэтов. [Сборник стихов]. В 3 кн. Кн. 1. — Берлин: Издательство С. Ефрон, [1922]. — 89, [7] с.
- Цех поэтов. [Сборник стихов]. В 3 кн. Кн. 2—3. — Берлин: Издательство С. Ефрон, [1922(?)] — 118 с.
- Цех поэтов. [Сборник стихов]. Книга 4-я. — Берлин: Lurze&Vogt, 1923. — 76 с.

### Москва
- Стык. Первый сборник стихов московского цеха поэтов / Пред. А. В. Луначарского и С. М. Городецкого. — М.: Издание Московского Цеха Поэтов, 1925. — 160 с.